# 9667 Amastrinc
9667 Amastrinc eller 1997 HC16 är en asteroid i huvudbältet som upptäcktes den 29 april 1997 av Spacewatch vid Kitt Peak-observatoriet. Den är uppkallad efter företaget Amateur Astronomers, Inc.
Asteroiden har en diameter på ungefär 7 kilometer och den tillhör asteroidgruppen Nysa.